# 水茜镇
水茜镇是中华人民共和国福建省三明市宁化县下辖的一个镇。

## 行政区划
水茜镇下辖以下村级行政区划单位：
水茜社区、水茜村、安寨村、棠地村、张坊村、下洋村、下付村、蕉坑村、沿溪村、沿口村、杨城村、石寮村、邱山村、庙前畲族村、儒地村和上谢村。